# Чернов, Иван Семёнович
Иван Семёнович Чернов (17.01.1905, Смоленская область — 28.03.1981, Москва) — командир взвода 206-го гвардейского легкого артиллерийского полка гвардии младший лейтенант. Герой Советского Союза.

## Биография
Родился 17 января 1905 в деревне Чувидово ныне Гагаринского района Смоленской области. Образование неполное среднее. В 1927—1929 годах проходил действительную службу в Красной Армии. В последующие годы жил и работал в Москве.
Участник Великой Отечественной войны. В июле 1941 года был вновь призван в армию. В запасном артиллерийском полку прошёл подготовку и с октября 1941 года на фронте. Стал офицером, командиром огневого взвода. Отличился в боях при форсировании Днепра.
1 октября 1943 года гвардии младший лейтенант Чернов в составе своей батареи переправился на правый берег Днепра у села Медвин и участвовал в боях за удержание занятых позиций. В бою у села Губин артиллеристы его взвода подбили и сожгли 4 танка, 3 бронетранспортёра, уничтожили до роты пехоты. В том бою Чернов был дважды ранен, но оставался в строю.
Указом Президиума Верховного Совета СССР от 17 октября 1943 года за о успешное форсирование реки Днепр севернее Киева, прочное закрепление плацдарма на западном берегу реки Днепр и проявленные при этом отвагу и геройство гвардии младшему лейтенанту Чернову Ивану Семёновичу присвоено звание Героя Советского Союза с вручением ордена Ленина и медали «Золотая Звезда».
После госпиталя вернулся на фронт. В 1944 году вступил в ВКП(б)/КПСС. С 1946 лейтенант Чернов — в запасе.
Жил в городе Москве. Работал начальником отряда военизированной охраны. Скончался 28 марта 1981 года. Похоронен в Москве на Ваганьковском кладбище.
Награждён орденами Ленина, Красной Звезды, медалями.